# ファールゼルベルク
ファールゼルベルク（オランダ語: Vaalserberg オランダ語発音: [ˈvaːlsərˌbɛr(ə)x], リンブルフ語: Vaolserberg [ˈvɒː˦˨lsəʀˌbæː˦˨˧ʀəx]）は、オランダにある海抜322.7メートルの山であり、オランダ本土の最高地点である。日本語ではファールス山と表記されることが多い。オランダ南部のリンブルフ州にあり、オランダ本土の南東端に位置する。ファールス山は近くにある街であるファールス（Vaals）から名前がつけられた。
2010年にカリブ海のオランダ領アンティルが解体され、その一部がオランダ本国に編入されたことにより、「オランダ本国の最高峰」はファールス山からサバ島のシーナリー山（887 m）となった。

## 三国点

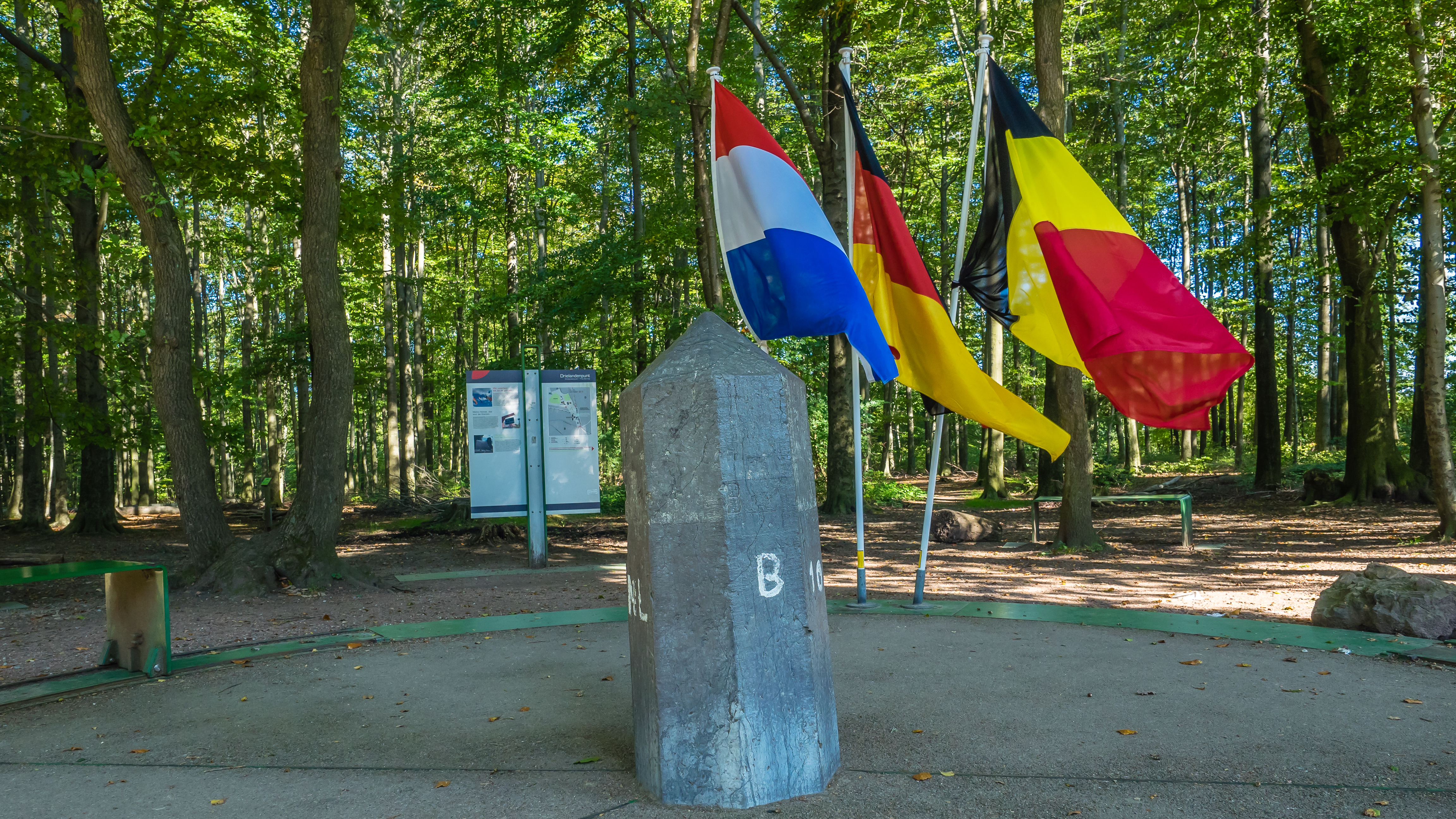
三国点のモニュメント

ファールゼルベルクにはドイツ・ベルギー・オランダの三国国境があり、オランダ語でDrielandenpunt（三国点）、ドイツ語で Dreiländereck（三国の角）、フランス語で Trois Frontières（三国境）とも呼ばれている。
ベルギー側はワロン地域であり、ほとんどがフランス語共同体に属するが、ごくわずかにドイツ語共同体も存在する。1830年から1919年まで、この地点はオランダ・ベルギー・プロイセン王国・中立モレネによる四国国境だった。

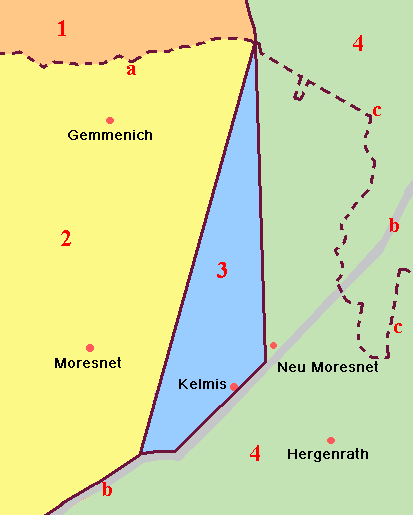
第一次世界大戦までの国境。ファールゼルベルクは中立モレネ（青色）の北側の頂点に位置する。
凡例:
(1) オランダ領リンブルフ州
(2) ベルギー領リエージュ州
(3) 中立モレネ
(4) プロイセン王国領ラインラント

現行のベルギー・ドイツ国境（左図のc線）は、モレネの東の国境とは異なる。そのため、5つの異なる境界がこの1点に集まっていることになるが、全ての境界が同時に存在したことはない。
オランダ側にはBoudewijntorenという展望塔があって、周囲の壮大な風景を楽しむことができるため、この三国国境はオランダの有名な観光名所となっている。